# Отно
Отно — проточное озеро в Лентьевском муниципальном образовании Устюженского района Вологодской области России. Располагается в северной части  района, у водораздела рек Чагодоща и Колпь, в 33 км к северу от районного центра города Устюжна, на высоте 121,5 м над уровнем моря.
Озеро имеет треугольную форму, острова отсутствуют, береговая линия изрезана слабо. Длина и максимальная ширина озера составляют около 3,3 км. Площадь зеркала — 7,17 км², водосбор значительно заболочен. Озеро соединено протокой с соседним озером Грибно. Значительных притоков не имеет; на юге вытекает ручей Часовенный, приток Чагодощи, относящейся к бассейну Волги. Берега низкие, заболоченные, фактически водоем окружен болотами (Большой Мох на юге, Дубровское на севере). Ближайший населённый пункт, деревня Бывальцево, находится в 3 км к юго-западу.
Код водного объекта в государственном водном реестре — 08010200111110000002897.